# ساوندز ایر
ساوندز ایر (به انگلیسی: Sounds Air) یک شرکت هواپیمایی با کد یاتا S8 است که در ۱۹۸۶ میلادی تأسیس شده‌است. قطب ساوندز ایر در فرودگاه بین‌المللی ولینگتون قرار دارد.